# MAKE YOU SMILE/今はまだ遠いLovesong
「MAKE YOU SMILE/今はまだ遠いLovesong」（メイク ユー スマイル/いまはまだとおいラブソング）は、丹下桜の2作目のシングルである。1997年6月21日にKONAMIより発売された。

## 収録曲
1. MAKE YOU SMILE [4:30]
  - 作詞：丹下桜、作曲：ながつきまろん、編曲：亀田誠治
  - 文化放送ラジオ「CLUBときめきメモリアル」エンディングテーマ
2. 今はまだ遠いLovesong [4:35]
  - 作詞・作曲・編曲：松浦有希
  - ドラマCD『ときめきメモリアル〜虹色の青春〜』エンディングテーマ・秋穂みのりのテーマソング
3. MAKE YOU SMILE（karaoke） [4:30]
4. 今はまだ遠いLovesong（karaoke） [4:30]